# Francis Poulenc
Francis Poulenc (n. 7 ianuarie 1899, Paris, Franța – d. 30 ianuarie 1963, Paris, Franța) a fost un pianist și compozitor francez.
În adolescență a studiat pianul sub îndrumarea lui Ricardo Vines (1875-1943)

## Opere
- Dialogues des carmélites (1957)
- La voix humaine (1959)